# Liste von Musikern und Interpreten christlicher Musik in Deutschland
Die folgende Liste von Interpreten christlicher Musik in Deutschland führt Musiker und Musikgruppen, deren musikalische Werke sich inhaltlich mit dem christlichen Glauben auseinandersetzen und damit die christliche Musikszene entweder darstellen, sich regelmäßig innerhalb derselben engagieren oder diese entfernt berühren.

## Szenedefinierende und szenedefinierte Musiker und Interpreten
Folgende Personen und Personengruppen vertreten grundsätzlich in ihrem gesamten musikalischen Schaffen den christlichen Glauben und definieren so die christliche Musikszene.

### A
- Jonathan Albrecht

- Andrea Adams-Frey
- Alive Worship
- Bettina Alms
- Ambergrain
- Allee der Kosmonauten
- Ararat
- Kathi Arndt
- Arno und Andreas
- Aufwind

### B
- Reinhard Börner

- Arno Backhaus
- Baff
- Judy Bailey
- Heike Barth
- Helga Becker
- Margret Birkenfeld
- Clemens Bittlinger
- Wolfgang Blissenbach
- Bob und DeEtta Janz
- Jonathan Böttcher
- Heiko Bräuning
- Brettheimer Kinderchor
- Ulrich Brück
- Die Brückenbauer
- Martin Buchholz

### C
- Cae und Eddie Gauntt
- Christiane
- Christians at Work
- Christussänger
- Crushead
- Sebastian Cuthbert

### D
- Damaris Joy
- Daffy
- Ria Deppert
- Don & Susie Newby
- Debby van Dooren
- Van Dooren Sisters
- Duo Camillo

### E
- Eden (Chor)
- Eden (Rockgruppe)
- Thea Eichholz
- Cornelia Eicker
- Ruthild Eicker
- Die Eickers
- Klaus-André Eickhoff
- Elsa und Ernst August Eicker
- ERF-Chor
- Eurobrass
- Evangeliumsterzett Stuttgart
- Evangeliumsquartett

### F
- Johannes Falk
- Fetz Domino
- Siegfried Fietz
- Fietz-Team
- Albert Frey

### G
- Hanjo Gäbler
- Gloria Gabriel
- Pat Garcia
- Cae Gauntt
- Martin Gerhard
- Henner Gladen
- Chor und Orchester des Gnadauer Saitenspieldienstes
- Good Weather Forecast
- Gracetown

### H
- Harmonieklänge

- Christa Haag
- Johannes Haas
- Elisabeth Hammer
- Hans-Gerhard Hammer
- Hannelore und Elisabeth Jakobi
- Hauke Hartmann
- Heidi und Wolfgang
- Stephanie Heinen
- Hella Heizmann
- Klaus Heizmann
- Hella Heizmann und ihre Rasselbande
- Hella, Melanie und Viola Heizmann
- Brigitte Herbster
- HighLife
- HisStory
- Werner Hoffmann
- Tobias Hundt

### I
- In Re Dei

### J
- Daniel Jacobi
- Daniel Janz
- Hildor Janz
- Michael Janz
- Janz Team Ambassadors
- Helmut Jost
- Joyful Gospel
- Jubilate-Chor
- Jugendchor Aidlingen
- Jugendsingkreis Derschlag

### K
- Sarah Kaiser
- Daniel Kallauch
- Kinderchor Aidlingen
- Klemata
- Gerhard Klemm
- Franz Knies
- Dania König
- Arne Kopfermann
- Lothar Kosse

### L
- Katrin Lauer
- Layna
- Anja Lehmann
- Lehmann Schwestern (Lemon Sisters)
- Beate Ling
- Christian Löer
- Christiane Loh
- Doris Loh
- Sara Lorenz
- Wolfgang Lüdecke
- Renate Lüsse
- Life turns Gold

### M
- Andreas Malessa
- Wilfried Mann
- Männer
- Männerchor des Christlichen Sängerbundes
- Männerchor Derschlag
- Christel Menzel-Schrebkowski
- Chris Mühlan
- Bernd-Martin Müller
- Die Mütter

### N
- Pamela Natterer
- Sefora Nelson
- Johannes Nitsch

### O
- One Accord
- O’Bros
- Obadja

### P
- Martin Pepper
- Perspektiven
- Danny Plett

### Q
- Quodlibet

### R
- Radiochor der Bibelschule Beatenberg
- ReNEWed
- Resonanz
- Conny Reusch
- Wilfried Reuter
- Jochen Rieger
- Eberhard Rink
- Die Rinks
- Gaetan Roy

### S
- Hans-Werner Scharnowski
- Michael Schlierf
- Dirk Schmalenbach
- Schulte und Gerth Studiochor
- Gordon Schultz
- Sharona
- Manfred Siebald
- Singkreis Frohe Botschaft
- Frieder Soberger
- Sören und Bettina
- Jack Stenekes
- Stina
- Sunshine Kids
- Superzwei
- Fokkoline Swart
- Jörg Swoboda
- Staryend

### T
- Tonbandchor des Evangelischen Sängerbundes
- Trough His Mercy[1]

### U
- Ute und Friedemann

### V
- Jan Vering
- Vocals
- Nicole Vogel
- Andreas Volz

### W
- W4C
- Die Wasserträger
- Andi Weiss
- Jürgen Werth
- Heike Wetzel
- Wetzlarer Evangeliumschor
- Wetzlarer Jugendchor
- Wetzlarer Kinderchor
- Wetzlarer Kükenchor
- Wetzlarer Mädchenchor
- Wetzlarer Studiochor
- Ruthild Wilson
- Wir-singen-für-Jesus-Chor
- Wir-singen-für-Jesus-Gitarrenchor
- Peter van Woerden

### Z
- Christoph Zehendner
- Zeichen der Zeit

## Szeneassoziierte Musiker und Interpreten
Folgende Personen und Personengruppen sind mit der christlichen Musikszene assoziiert, gelten jedoch nicht als definierende Faktoren innerhalb derselben entweder aufgrund von unerheblicher Präsenz oder aufgrund darüber hinausgehender Aktivität in der säkularen Musikszene.
- Beatbetrieb
- Sarah Brendel
- Deliverance
- Dieter Falk
- Eddie Gauntt (Edward Gauntt)
- Michael Gundlach
- Hanne Haller
- Samuel Harfst
- Werner Hucks
- Yasmina Hunzinger
- Yukio Imanaka
- Paul Janz
- Claas P. Jambor
- Detlev Jöcker
- Daniela Jooß-Kesselmeyer
- Florence Joy
- Tom Keene
- Paddy Kelly
- Patricia Kelly
- Nils Kjellström
- Martin Moro
- David Plüss
- Lothar von Seltmann
- Lisa Shaw
- Florian Sitzmann
- David Thomas

## Szeneperiphere Interpreten mit christlicher Musik
Folgende Interpreten sind zunächst am säkularen Markt beteiligt, vertreten jedoch auch mit inhaltlich christlichen Aussagen einzelner Werke, Selbstdarstellung in den Medien oder in Form von Mitwirkung an entsprechenden Konzeptprojekten den christlichen Glauben.
- Olli Banjo
- Ben
- Yvonne Betz
- Bianca
- Inge Brück
- Cappuccino
- Yvonne Catterfeld
- Silvia Dias
- Millane Fernandez
- The Flames
- Danny Fresh
- Torsten Harder
- Jazzkantine
- Dino Merlin
- Della Miles
- Xavier Naidoo
- Patrick Nuo
- Oswald Sattler
- Anke Sieloff
- Rolf Stahlhofen
- Cassandra Steen
- Edo Zanki